# Judd
Judd és la marca comercial dels motors d'Engine Developments Ltd., una companyia fundada el 1971 per John Judd i Jack Brabham per dissenyar i produir motors de carreres preparats per la competició. Engine Developments Ltd. està ubicada a Rugby, Warwickshire, Anglaterra.
Els motors Judd han estat subministrats a un gran grup d'equips de carreres competitius incloent-hi Honda, Yamaha, Mazda, Toyota, i Nissan.
Judd va subministrar també de 1988 a 1997 motors a diversos equips de Fórmula 1 com Williams, Lotus, Tyrrell i Arrows. Engine Developments Ltd. segueix dissenyant i fabricant cotxes de Judd, i els subministren a participants de diverses competicions, a més de ser el proveïdor exclusiu de motors per Zytek pel Campionat Internacional de la Fórmula 3000 entre 1996 y 2004. Les unitats Zytek-Judd són ara la base de les sèries A1GP.
John Judd al principi va treballar amb motors Coventry, incloent-hi millores substancials als seus motors de Fórmula 1. Més tard va treballar amb el Repco V8 usat per Brabham, i va desenvolupar el motor per Jack Brabham sota el nom de  Jack Brabham Conversions . D'ací derivà a Engine Developments Ltd quan Brabham va perdre el seu interès en la marca i va tornar a Austràlia.
Judd era un constructor notable de motors Cosworth als anys 1970, i quan Honda va tornar a competir a la Fórmula 2, a principi dels anys 1980 van triar com a principal proveïdor de xassís Ron Tauranac i RALT, i als antics companys de Brabham per treballar amb ells. Així John Judd va treballar amb els japonesos sobre el disseny del motor V6 de F2.
Quan desapareix la Formula 2, a la fi de la temporada de 1984, Judd segueix treballant i desenvolupant nous motors per a Honda.